# Els Pilots
Els Pilots és una masia del municipi de Calonge de Segarra, a la comarca catalana de l'Anoia.
Es troba a l'extrem nord del municipi, a la dreta del torrent dels Quadrells, encastellada dalt d'un turó guixenc. S'hi va des del punt quilomètric 8,8 de la carretera B-300, de Calaf a Vallmanya, (41° 46′ 45″ N, 1° 30′ 21″ E / 41.779230°N,1.505957°E) en direcció a Enfesta. Al cap de pocs metres es pren el trencall a l'esquerra que hi mena. Està indicat.

## Descripció

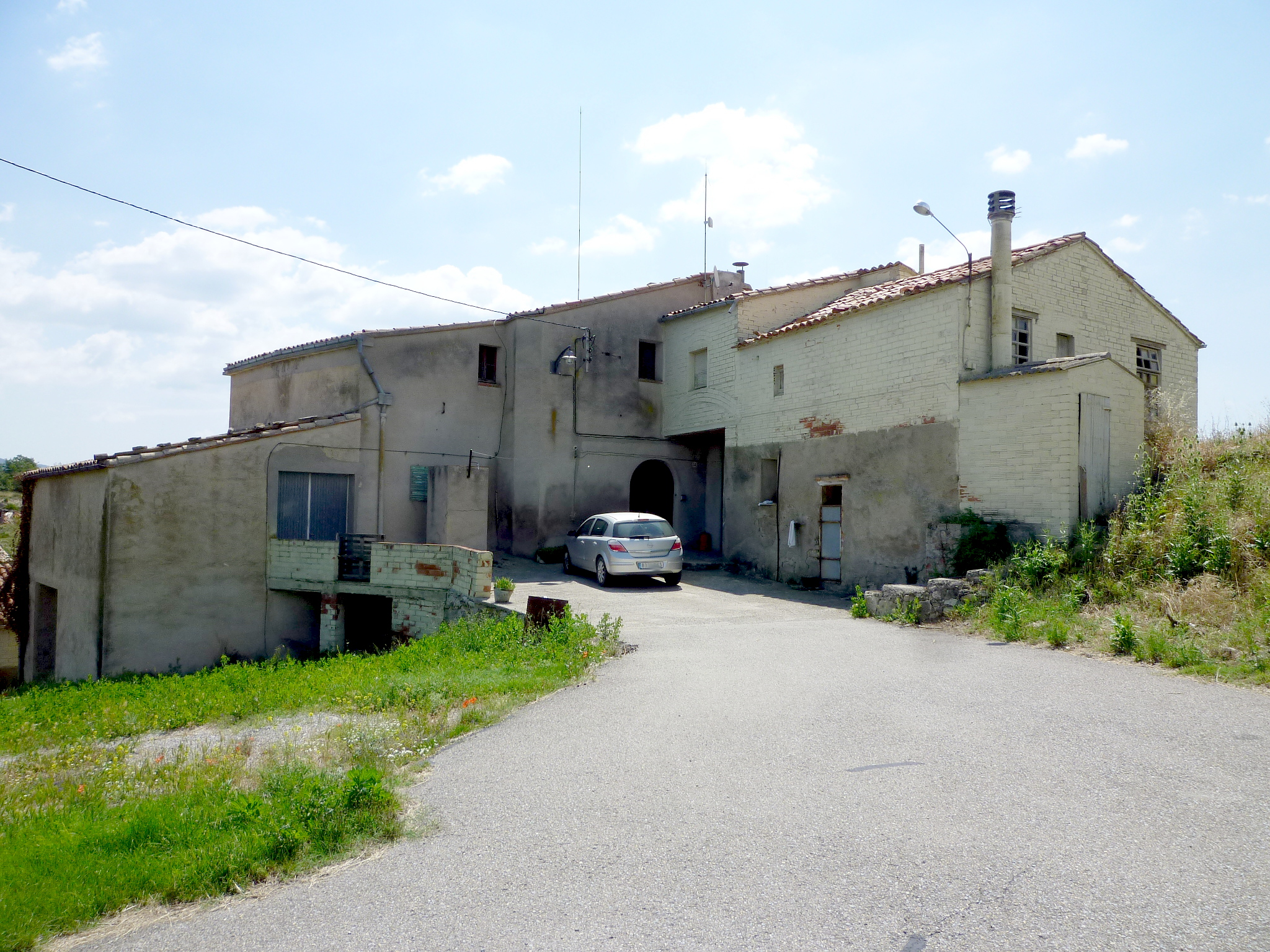
Conjunt d'edificacions dels Pilots

Es tracta d'un gran casal del qual és gairebé impossible d'apreciar la primitiva estructura, a causa de la gran quantitat de modificacions i reformes que ha sofert, i també dels afegitons moderns, que desfiguren totalment el conjunt.